# The Week in Chess
The Week in Chess (w skrócie TWIC) – jeden z pierwszych internetowych serwisów poświęconych bieżącym wydarzeniom ze świata szachów.
Autorem serwisu był w 1994 roku Mark Crowther, który jest webmasterem do dziś. Początkowo TWIC był prowadzony w formie grupy tematycznej rec.games.chess w Usenecie, następnie przeniesiony na prywatną stronę autora, później na www.chesscenter.com, www.chess.co.uk, a obecnie na www.theweekinchess.com. Od samego początku zawartość serwisu tworzyły w głównej mierze wyniki bieżących turniejów. W niedługim czasie strona stała się jedną z najpopularniejszych w tematyce szachowej, przede wszystkim dzięki bardzo szybkiej aktualizacji, którą zapewniali liczni współpracownicy Crowthera na całym świecie. Wraz z rozwojem strony wprowadzono zagadnienia związane z szachowymi debiutami, dzięki czemu TWIC stał się popularny zarówno wśród zawodowców, jak i amatorów.
Serwis The Week in Chess jest prowadzony – zgodnie ze swoją nazwą – jako cotygodniowe wydawnictwo zawierające oprócz wyników turniejów i zapowiedzi kolejnych wydarzeń, również pliki z partiami w formacie CB i PGN. W styczniu 2014 r. ukazało się 1000. wydanie.